# Atychogryllacris infelix
Atychogryllacris infelix är en insektsart som först beskrevs av Griffini 1908.  Atychogryllacris infelix ingår i släktet Atychogryllacris och familjen Gryllacrididae. Inga underarter finns listade i Catalogue of Life.